# 13 نوفمبر
- السبت
- الأحد
- الاثنين
- الثلاثاء
- الأربعاء
- الخميس
- الجمعة

- 110 جمادى الأولى 1447  هـ
- 211 جمادى الأولى 1447  هـ
- 312 جمادى الأولى 1447  هـ
- 413 جمادى الأولى 1447  هـ
- 514 جمادى الأولى 1447  هـ
- 615 جمادى الأولى 1447  هـ
- 716 جمادى الأولى 1447  هـ
- 817 جمادى الأولى 1447  هـ
- 918 جمادى الأولى 1447  هـ
- 1019 جمادى الأولى 1447  هـ
- 1120 جمادى الأولى 1447  هـ
- 1221 جمادى الأولى 1447  هـ
- 1322 جمادى الأولى 1447  هـ
- 1423 جمادى الأولى 1447  هـ
- 1524 جمادى الأولى 1447  هـ
- 1625 جمادى الأولى 1447  هـ
- 1726 جمادى الأولى 1447  هـ
- 1827 جمادى الأولى 1447  هـ
- 1928 جمادى الأولى 1447  هـ
- 2029 جمادى الأولى 1447  هـ
- 2130 جمادى الأولى 1447  هـ
- 221 جمادى الآخرة 1447  هـ
- 232 جمادى الآخرة 1447  هـ
- 243 جمادى الآخرة 1447  هـ
- 254 جمادى الآخرة 1447  هـ
- 265 جمادى الآخرة 1447  هـ
- 276 جمادى الآخرة 1447  هـ
- 287 جمادى الآخرة 1447  هـ
- 298 جمادى الآخرة 1447  هـ
- 309 جمادى الآخرة 1447  هـ
- 110 جمادى الآخرة 1447  هـ
- 211 جمادى الآخرة 1447  هـ
- 312 جمادى الآخرة 1447  هـ
- 413 جمادى الآخرة 1447  هـ
- 514 جمادى الآخرة 1447  هـ

13 نوفمبر أو 13 تشرين الثاني أو يوم 13 \ 11 (اليوم الثالث عشر من الشهر الحادي عشر) هو اليوم السابع عشر بعد الثلاثمائة (317) من السنة، أو الثامن عشر بعد الثلاثمائة (318) في السنوات الكبيسة، وفقًا للتقويم الميلادي الغربي (الغريغوري). يبقى بعده 48 يومًا على انتهاء السنة.

## أحداث
- 1002 - ملك إنجلترا ‹إيثل ريد الثاني› يصدر أوامر بقتل جميع الدنماركيين في إنجلترا وهو المعروف باسم «مذبحة يوم القديس برايس».
- 1918 -
  - الحكومة الشيوعية في روسيا تلغي معاهدة برست ليتوفسك للسلام مع دول المحور في الحرب العالمية الأولى.
  - قوات الحلفاء تحتل القسطنطينية عاصمة الدولة العثمانية.
- 1929 - «الحزب الشيوعي الإندونيسي» يشعل ثورة ضد الاحتلال الهولندي في جاوة الغربية.
- 1935 - اندلاع انتفاضة شعبية في مصر ضد الاحتلال البريطاني والحكومة التي يرأسها محمد توفيق نسيم باشا وذلك بعد خمسة سنوات من قيام حكومة إسماعيل صدقي بإلغاء «دستور 1923» الذي كان يضمن قدر كبير من السلطة للشعب وأصدرت بدلًا منه «دستور 1930» الذي منح الملك سلطات في تعيين وعزل الحكومات.
- 1966 - نشوب معركة السموع بين الجيشين الإسرائيلي والأردني على إثر مصرع ثلاث جنود إسرائيليين بلغم أرضي.
- 1974 - زعيم منظمة التحرير الفلسطينية ياسر عرفات يتحدث إلى الأمم المتحدة في خطاب تاريخي.
- 1979 - الممثل السابق وحاكم ولاية كاليفورنيا رونالد ريغان يعلن ترشيح نفسه لانتخابات الرئاسة الأمريكية التي ستجرى في نوفمبر من عام 1980.
- 1990 -
  - سلطان العجلوني ينفذ عملية في معسكر إسرائيلي قرب الحدود الأردنية تسفر عن مقتل ضابط من قوات حرس الحدود الإسرائلية وأسر سلطان نفسه.
  - كتابة أول صفحة معروفة على الإنترنت.
- 1995 - مقتل خمسة أميركيين واثنين من الهنود في تفجير شاحنة مفخخة خارج مركز تدريب تابع للحرس الوطني السعودي تديره الولايات المتحدة في الرياض، وإدعت مجموعة من الحركة الإسلامية للإصلاح المطالبة بالتغيير المسؤولية عن الحادث.
- 2001 - الرئيس الأمريكي جورج بوش الابن يوقع أمرًا تنفيذيًا يسمح بالمحاكم العسكرية ضد الأجانب والذين يشتبه بان لهم صلات بأعمال إرهابية على الولايات المتحدة.
- 2008 - إطلاق سراح الرئيس الموريتاني المخلوع سيدي محمد ولد الشيخ عبد الله مع وضعه تحت الإقامة الجبرية في مسقط رأسه والسماح له بمقابله من يريد.
- 2011 - الرئيس الإيطالي جورجو نابوليتانو يكلف ماريو مونتي بمنصب رئيس الوزراء وذلك بعد يوم من استقاله سيلفيو برلسكوني.
- 2015 - باريس تشهد عدة هجمات وتفجيرات متزامنة أسفرت عن مقتل أكثر من 120 شخص في عدة مناطق من العاصمة الفرنسية.
- 2017 - البطريرك الماروني بشارة بطرس الراعي يصل الرياض في أول زيارة رسمية لبطريركٍ ماروني إلى السعودية وثاني زيارة لرجل دين مسيحي منذ حوالي 40 سنة.
- 2019 -
  - تجدُّد الاحتجاجات اللُبنانيَّة وارتفاع وتيرتها في مُختلف المناطق بُعيد لقاءٍ صحفيٍّ مُتلفزٍ لرئيس الجمهوريَّة ميشال عون، اعتبره المُتظاهرون مُستفزًا للناس، وبعد مقتل أحد المُتظاهرين على يد مُرافقٍ عسكريّ.
  - انتخاب راشد الغنوشي رئيس حركة النهضة الإسلامية في تونس، رئيسًا للبرلمان.
- 2022 - تفجير في شارع الاستقلال وسط مدينة إسطنبول يسفر عن سقوط 6 قتلى و53 جريحًا.

## مواليد
- 354 - أوغسطينوس، أسقف شمال أفريقيا.
- 1312 - إدوارد الثالث، ملك إنجلترا.
- 1504 - فيليب الأول، رائد الإصلاح البروتستانتي.
- 1850 - روبرت لويس ستيفنسون، كاتب إسكتلندي.
- 1893 - إدوارد دويزي، عالم كيمياء حيوية أمريكي حاصل على جائزة نوبل في الطب عام 1943.
- 1899 - هوانغ زيان فان، مؤرخ صيني.
- 1920 - عبد الرحمن الخميسي، شاعر مصري.
- 1923 - منى، ممثلة مصرية.
- 1936 - سليم كلاس، ممثل سوري.
- 1939 -
  - كاريل بروكنر، لاعب ومدرب كرة قدم تشيكي.
  - سمير مقبل، سياسي ورجل أعمال لبناني.
- 1952 - أرت مالك، ممثل بريطاني.
- 1955 - ووبي غولدبرغ، ممثلة أمريكية.
- 1967 - جوهي تشاولا، ممثلة هندية.
- 1969 -
  - جيرارد بتلر، ممثل اسكتلندي.
  - أيان حرسي علي، سياسية هولندية من أصل صومالي.
- 1975 -
  - إيفيكا دراغوتينوفتش، لاعب كرة قدم صربي.
  - كويم، لاعب كرة قدم برتغالي.
- 1977 - ريم علي، ممثلة سورية.
- 1980 -
  - لارا حبيب، إعلامية لبنانية.
  - مونيك كولمان، ممثلة أمريكية.
- 1984 - لوكاس باريوس، لاعب كرة قدم باراغوياني.

## وفيات
- 899 - أبو محمد بن قتيبة الدينوري ، أديب وفقيه محدث ومؤرخ مسلم.
- 1093 - مالكوم الثالث، ملك إسكتلندا.
- 1143 - فولك، ملك بيت المقدس.
- 1460 - هنري الملاح، أمير ومستكشف برتغالي.
- 1770 - جورج غرنفيل، رئيس وزراء المملكة المتحدة.
- 1868 - جواكينو روسيني، موسيقي إيطالي.
- 1957 - أنطونن زابوتوكي، سياسي شيوعي بوهيمي تشيكوسلوفاكي.
- 1967 - هارييت كوهين، عازفة بيانو إنجليزية.
- 1974 - فيتوريو دي سيكا، مخرج وممثل إيطالي.
- 2002 - خوان ألبرتو سيكافينو، لاعب كرة قدم أوروغوياني.
- 2005 - إدي غيريرو، مصارع مكسيكي.

## أعياد ومناسبات
- عيد القديس يوحنا فم الذهب.

## وصلات خارجية
- وكالة الأنباء القطريَّة: حدث في مثل هذا اليوم.
- النيويورك تايمز: حدث في مثل هذا اليوم.
- BBC: حدث في مثل هذا اليوم.